# Lenn Keller
H. Lenn Keller (29. září 1951, Evanston – 16. prosince 2020, Oakland), rozená Helen Lenora Keller, byla americká fotografka a filmařka se sídlem v San Francisku, zakladatelka lesbických archivů v Bay Area.

## Životopis
Keller se narodila v Evanstonu v Illinois v roce 1951 (některé zdroje uvádějí rok 1950), jako dcera veterána z druhé světové války. Její rodné jméno bylo zamýšleno jako odkaz na známou hluchoslepou spisovatelku a lektorku Helen Kellerovou. Vystudovala střední školu New Trier na předměstí Winnetka, kde byla v té době jednou z mála černošských studentek; později připomněla, že jí „rasismus zachránil před povinnou heterosexualitou“. V roce 1968 se přestěhovala do New Yorku a v roce 1975 do San Franciska. V roce 1984 získala bakalářský titul ve vizuální komunikaci na Mills College.

## Kariéra
Keller byla fotografka a filmařka dokumentující rozmanité zvláštní kultury v San Francisku. Její první krátký film Ifé (1993) získal cenu diváků na Mezinárodním filmovém festivalu žen v roce 1994 v Madridu. Druhý krátký film Sightiings (1995) byl romantickou komedií s černošskými lesbičkami. Objevila se v dokumentu Gender Troubles: The Butches (2016).
Výstavy prací autorky obsahovaly Gender Warriors a Fierce Sistahs! (2010, San Francisco Public Library). Její fotografie se objevily v magazínu Aché: A Journal for Black Lesbians, včetně autoportrétu, kterým přispěla na obálku čísla z roku 1991. Pět jejích fotografií bylo zahrnuto do klíčové skupinové výstavy Queer California: Untold Stories (2019) v Oaklandském muzeu v Kalifornii. V roce 2014 založila lesbický archiv v Bay Area včetně svých fotografií a filmů a sbírky komunitních letáků a plakátů ze 70. let. „Tato historie je velmi důležitá nejen pro potomky, ale je důležitá i pro nás nyní,“ vysvětlila v roce 2018. Opustila nedokončený dokumentární projekt Persistent Desire.
Keller byla jmenována doživotní velkou maršálkou akce San Francisco Pride 2020, která se kvůli pandemii koronaviru konala online.

## Osobní život
Lenn Keller měla dceru Niki. Lenn Keller zemřela na rakovinu ve svém domě v Oaklandu v Kalifornii 16. prosince 2020 ve věku 69 let.